# Route nationale 1050
Die Route nationale 1050, kurz N 1050 oder RN 1050, ist eine ehemalige französische Nationalstraße. sie führte durch das Zentrum von Toulon und verband dort die Autoroute A50 mit der Autoroute A 57.
Seit 2016 ist an ihre Stelle die Tunnelstrecke der A 50 getreten.